# Rezvani Motors

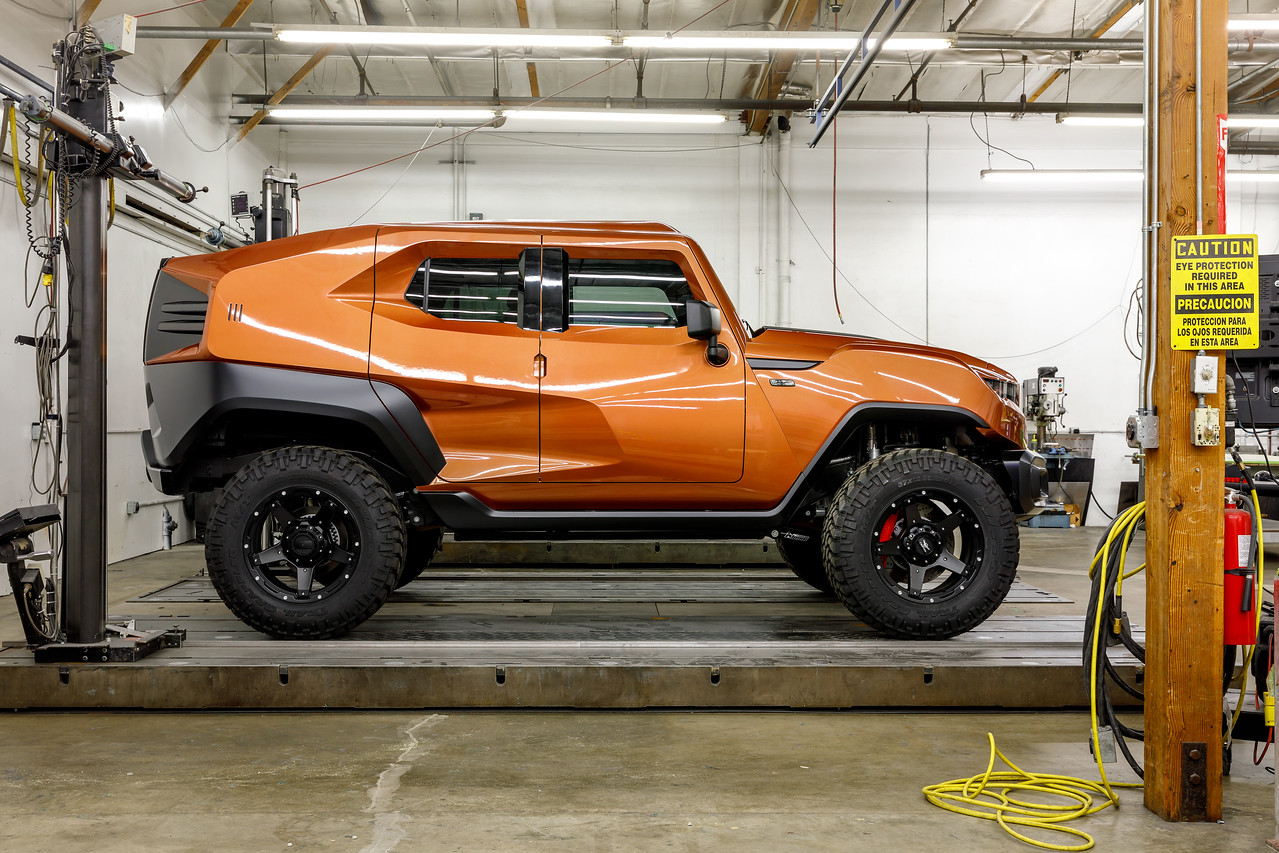
Rezvani Tank

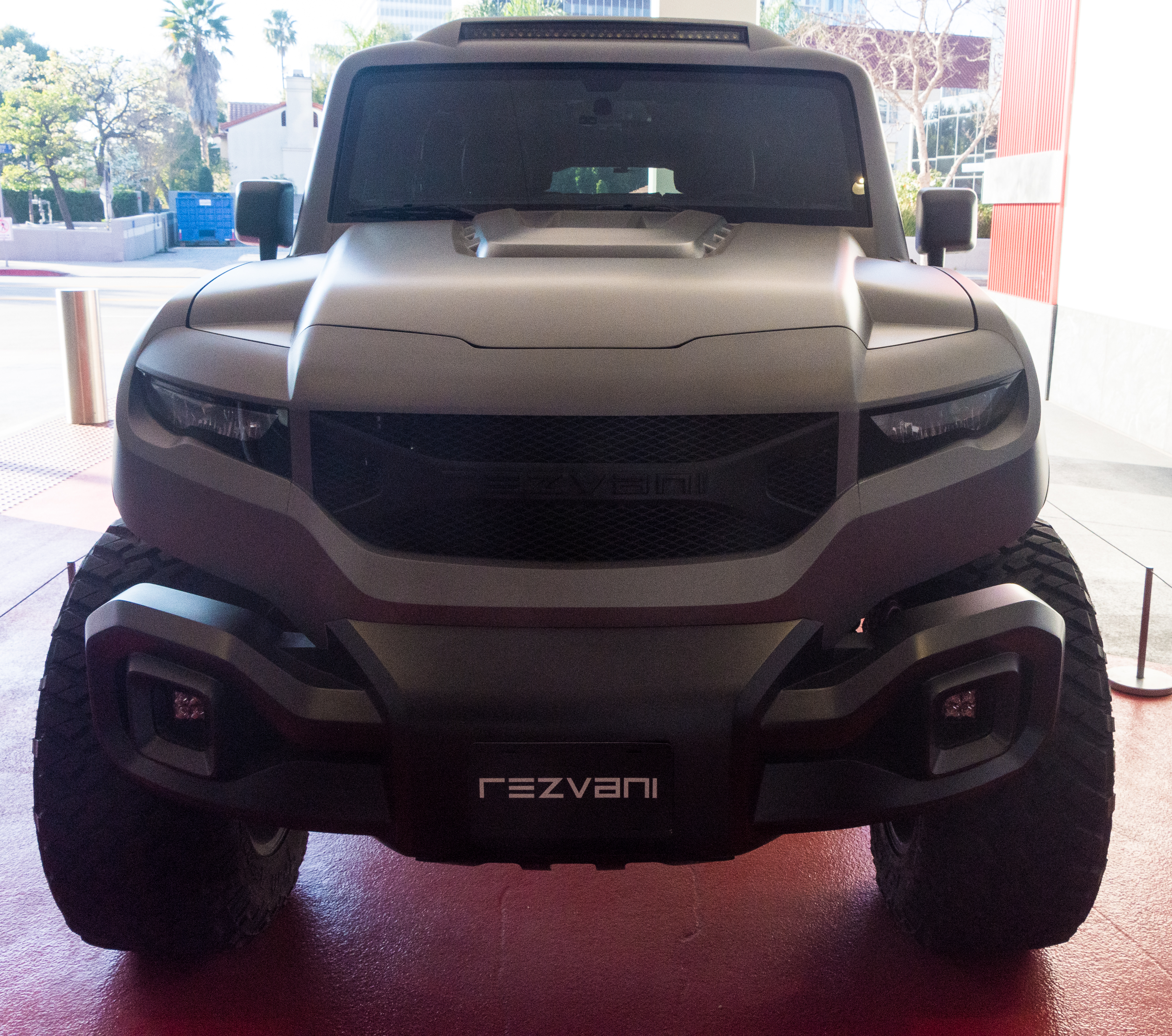
Rezvani Tank

Rezvani Motors LLC – amerykański producent samochodów sportowych i terenowych z siedzibą w Irvine działający od 2014 roku.

## Historia
W 2014 roku Ferris Rezvani, żyjący w Kalifornii irańsko-amerykański przedsiębiorca, utworzył motoryzacyjny nazwany za swoim nazwiskiem startup Rezvani Motors. Pierwszym produktem firmy został przedstawiony w tym samym roku samochód sportowy o nazwie Beast, którego cechą charakterystyczną miało być zapewnienie podobne wrażenia podczas jazdy jak w przypadku pilotowania myśliwca. Rozwój pojazdu finansowany był z własnych środków Ferrisa Rezvaniego, a podczas doboru platformy firma skorzystała z partnerstwa z brytyjskim przedsiębiorstwem Ariel Motor Company.
Produkcja pojazdu w limitowanej serii realizowanej na indywidualne rozpoczęła się rok później, w 2015 roku, odbywając się w nowo wybudowanych zakładach produkcyjnych w mieście Santa Ana w Kalifornii. Proces realizacji zamówienia, od złożenia zlecenia aż do wyprodukowania Rezvani Beast, określony został na przedział 8-12 tygodni. Pierwszym nabywcą samochodu został popularny amerykański piosenkarz Chris Brown.
W listopadzie 2017 roku Rezvani dokonało zmiany dotychczasowej taktyki modelowej, koncentrując się odtąd na produkcji i sprzedaży wyczynowego, 500-konnego SUV-a Tank. W marcu 2020 roku przedstawiono nowy wariant pojazdu o nazwie Tank X, z kolei w listopadzie tego samego roku zadebiutował trzeci w historii Rezvani pojazd: sześciokołowy pickup Hercules oparty na platformie modelu Jeep Gladiator. W październiku 2022 ofertę poszerzył duży SUV wykorzystujący podzespoły Cadillaka Escalade'a, model Vengeance.

## Modele samochodów

### Obecnie produkowane

#### SUV-y
- Tank
- Vengeance
- Arsenal

#### Pickupy
- Hercules

#### Sportowe
- Beast

### Historyczne
- Beast (2015–2020)